# Bernhart Ohnesorge
Bernhart Ohnesorge (* 28. Oktober 1923 in Berlin) ist ein deutscher Forstwissenschaftler und Zoologe. Er war Professor für Entomologie an der Universität Hohenheim.

## Leben
Bernhart Ohnesorge wurde in Berlin-Charlottenburg als Sohn des Landgerichtsdirektors Kurt Ohnesorge und dessen Ehefrau Irmgart Ohnesorge geb. Humperdinck geboren. Nach erfolgreicher Abiturprüfung (1941) an der Heinrich-von-Kleist Oberschule für Jungen in Berlin-Grunewald studierte Ohnesorge Forstwissenschaften an der Forstfakultät Hann-Münden der Universität Göttingen (1945–1949). Nach dem Diplom 1949 und Referendariat in Niedersachsen und Baden legte er 1951 sein Staatsexamen im Landwirtschafts-Ministerium Hannover ab. Es folgte eine Doktorandenzeit am Institut für Forstentomologie der Universität Freiburg. Mit seiner Dissertation: Wirtspflanzenbeziehungen durch Großer brauner Rüsselkäfer (Hylobius abietis) wurde er dort 1953 zum Dr. rer. nat. promoviert.
Im Jahr 1954 ehelichte Ohnesorge Erika Gallasch, beide haben drei gemeinsame Söhne.
Nach Stationen als Entomologe an der Niedersächsischen Forstlichen Versuchsanstalt Göttingen, als Research Officer am Forest Insect Laboratorium in Sault Ste. Marie, Ontario und als wissenschaftlicher Angestellter an der Biologischen Bundesanstalt, Berlin Dahlem legte er seine Arbeit: Massenwechsel, Dichte-Regulation und Dichte-Determination bei der Kleinen Fichtenblattwespe Pristiphora abietina (Christ) (Hym., Tenthr.) vor. Damit folgte die Habilitation für das Fach Angewandte Zoologie an der Freien Universität Berlin (1966). 1968 wechselte Ohnesorge als Dozent und Abteilungsleiter für Entomologie an das Institut für Pflanzenschutz der Universität Hohenheim, wo er 1972 zum Professor ernannt wurde. Unter seiner Leitung wurden 34 Doktoranden in Hohenheim promoviert, er schrieb die Standardwerke: Tiere als Pflanzenschädlinge, Thieme-Verlag 1976, 2. Auflage 1991; sowie zusammen mit Altenkirch und Majunke: Waldschutz 2002, Verlag Ulmer 2002. Seit 1988 ist Bernhart Ohnesorge pensioniert.

## Forschungsengagement und Lehre
- Populationsdynamik: Raubmilbe (Phytoseiulus persimilis), Maiszünsler, Getreideblattlaus
- Prognose: Maiszünsler
- Wirtspflanzenbeziehungen: Fritfliege, Getreidezystenälchen Heterodera a venae
- Biologie: chemische und biologische Bekämpfung von pflanzenschädlichen Tieren
- Tierökologie; Toxikologie von Insektiziden
- Biometrie von Pflanzenschutzversuchen

## Mitgliedschaften und Ehrungen
- Deutsche Phytomedizinische Gesellschaft Fachbereich allgemeine und angewandte Entomologie
- Deutsche Gesellschaft für allgemeine und angewandte Entomologie (DGaaE)